# サヤーム・ラット
「サヤーム・ラット」（สยามรัฐ）は、タイのタイ語日刊新聞。1950年6月25日 に創刊。サヤーム・ラット社が発行。

## 概要
サヤーム・ラット紙はククリット・プラーモートとサラ・リキットグン（สละ ลิขิตกุล）によって創刊。社のモットーは、パーリ語で『称えるべきものを称え、追及すべきものを追及せよ」（นิคฺคณฺเห นิคฺคหารหํ ปคฺคณฺเห ปคฺคหารหํ）である。現在もなお発行されているタイ語日刊新聞中で最も古い歴史を持つ。